# 长宁路712弄
长宁路712弄（又稱兆丰别墅）位于中華人民共和國上海市长宁区长宁路712弄，毗邻兆丰公园（现上海中山公园），于1929年由兴业银行建造了最早的三幢楼，1934年后交通银行扩建几幢，现101幢，占地约42400平方米，总建筑面积28280平方米。
将领张治中和新声通讯社、《立报》创办人严谔声分别在在77号和129号居住过。2020年在建的上海北横通道盾构顺利近距离穿越兆丰别墅，工程曾于2018年8月在兆丰别墅实施房屋检测。1999年被上海市政府列为上海市优秀历史建筑。